# Monte Zimmara (Gangi)
Monte Zimmara (Gangi) este o arie protejată (arie specială de conservare — SAC, sit de importanță comunitară — SCI) din Italia întinsă pe o suprafață de 1.783 ha, integral pe uscat.

## Localizare
Centrul sitului Monte Zimmara (Gangi) este situat la coordonatele 37°44′57″N 14°15′12″E / 37.749167°N 14.253333°E.

## Înființare
Situl Monte Zimmara (Gangi) a fost declarat sit de importanță comunitară în septembrie 1995 pentru a proteja 1 specie de plante și 8 specii de animale. Situl a fost protejat și ca arie specială de conservare în decembrie 2015.

## Biodiversitate
Situată în ecoregiunea mediteraneană, aria protejată conține 8 habitate naturale: Galerii de Salix alba și de Populus alba, Pseudostepă cu ierburi și specii anuale de Thero-Brachypodietea, Fânețe de joasă altitudine (Alopecurus pratensis, Sanguisorba officinalis), Tufărișuri termo-mediteraneene și de pre-deșert, Pajiști umede mediteraneene cu ierburi înalte de Molinio-Holoschoenion, Pante stâncoase calcaroase cu vegetație casmofită, Păduri de stejar alb estice, Lacuri eutrofice naturale cu vegetație de tip Magnopotamion sau Hydrocharition.
La baza desemnării sitului se află mai multe specii protejate:
- plante (1): Leontodon siculus
- păsări (7): Alectoris graeca whitakeri, Aquila fasciata, ciocârlie-cu-degete-scurte (Calandrella brachydactyla), caprimulg (Caprimulgus europaeus), Falco biarmicus, ciocârlie de bărăgan (Melanocorypha calandra), gaia roșie (Milvus milvus)
- reptile (1): Emys trinacris

Pe lângă speciile protejate, pe teritoriul sitului au mai fost identificate 32 de specii de plante, 2 specii de mamifere, 1 specie de reptile.